# Cape May Court House
La ville de Cape May Court House est le siège du comté de Cape May, situé dans le New Jersey, aux États-Unis. Au recensement de 2010, la ville est peuplée de 5 338 habitants.

## Histoire
Cape May Court House est initialement fondée par Jeremiah Hand en 1703, et s'appelle d'abord Rumney Marsh puis Middleton avant de prendre son nom actuel, qui signifie littéralement « Palais de Justice de Cape May ». En effet, la justice était rendue chez des particuliers ou bien à l'église baptiste jusqu'en 1764, date à laquelle Daniel Hand consacra 4 000 m2 de ses propres terres à l'établissement d'un palais de justice et d'une prison. L'ensemble fut remplacé par la structure actuelle en 1849.

## Géographie
Cape May Court House est l'une des villes situées les plus au sud du New Jersey. Elle s'étend sur 25,638 km2, dont 9,83 % d'eau. Placée au milieu de la péninsule de Cape May, elle n'est située qu'à quelques kilomètres de l'océan Atlantique à l'est, et de la baie du Delaware à l'ouest.

## Situation administrative
Cape May Court House est une « zone non-incorporée » (unincorporated area), ce qui signifie dans le système de gouvernance du New Jersey qu'elle n'est pas une municipalité indépendante, mais qu'elle fait partie du Township de Middle. Elle n'a donc pas de conseil municipal ni de maire associé. Elle a, en revanche, tous les autres aspects concrets d'une ville indépendante, et le bureau du recensement américain la considère comme un ensemble cohérent afin d'en étudier les mêmes aspects statistiques que pour des municipalités établies : Cape May Court House est donc considérée comme une census-designated place ou CDP, ce qui signifie « lieu identifié pour le recensement ».
Néanmoins, Cape May Court House constitue le siège du comté de Cape May, et abrite l'essentiel de l'administration du township de Middle.

## Personnalité née dans la ville
- Kevin Bramble (en), double champion para-olympique de descente en 2002 et 2006